# Ārqīn Bolāgh
Ārqīn Bolāgh (persiska: اَرقين بُلاغ, اَرغين بُلاغ, آرقين بلاغ, Arqīn Bolāgh) är en ort i Iran.   Den ligger i provinsen Zanjan, i den nordvästra delen av landet, 270 km väster om huvudstaden Teheran. Ārqīn Bolāgh ligger 1 706 meter över havet och antalet invånare är 954.
Terrängen runt Ārqīn Bolāgh är lite kuperad.Runt Ārqīn Bolāgh är det ganska glesbefolkat, med 34 invånare per kvadratkilometer. Närmaste större samhälle är Zarrīnābād, 9,6 km sydost om Ārqīn Bolāgh. Trakten runt Ārqīn Bolāgh består i huvudsak av gräsmarker.